# Kamarád
Kamarád (dt. „Freund“) war eine frühe Zeitschrift für homosexuelle Männer und Frauen in der Tschechoslowakei, verlegt 1932 in Brno.
Kamarád erschien erstmals am 28. Mai 1932 unter der Leitung des Malers Štefan L. Kostelníček. Anstoß zur Gründung war der geplante wissenschaftliche Kongress der Weltliga für Sexualreform im November 1932. Nur wenige Tage vor der Erstausgabe war Magnus Hirschfeld anlässlich eines Vortrags nach Brünn gekommen und hatte am Tag danach die Redaktion des Kamarád besucht.
Die Zeitschrift sollte ein lokales Gegenstück zur Prager Homosexuellenzeitschrift Hlas sein, die 1931 erstmals erschienen war. Im Heft verwies Kostelníček explizit auf Hlas und forderte seine Leser auf, sowohl Kamarád als auch Hlas zu abonnieren, die er als „zwei gleichgesinnte Zeitschriften“ charakterisierte.
Kamarád sollte vierzehntäglich als Organ eines Vereins erscheinen, der gleichzeitig mit der Ersterscheinung der Zeitschrift unter dem Namen Osvětové společenské a sociální sdružení sexuální menšiny (Sozial- und Bildungsverein der sexuellen Minderheiten) gegründet wurde. Wie viele Ausgaben von Kamarád erschienen, ist nicht bekannt, da nur die erste erhalten ist.
Kamarád enthielt emanzipatorische organisatorische und agitatorische Texte, Belletristik, Kontaktanzeigen, Anzeigen für homofreundliche Brünner Geschäfte und einen Werbetext für den ersten tschechischen lesbischen Roman von Lída Merlínova, Vyhnanci lásky (Die Verbannten der Liebe). Neben tschechischsprachigen Texten gab es auch Texte auf Deutsch.
Zeitschrift und Verein endeten, als Kostelníček am 22. Juli 1932 nach Denunziation durch seinen Lebensgefährten verhaftet wurde und wegen Homosexualität und Unterschlagung zu einem Jahr Kerkerhaft ohne Bewährung verurteilt wurde.